# الینا گیلبرت
الینا گیلبرت (به انگلیسی: Elena Gilbert) شخصیت مؤنث اصلی در سریال خاطرات خون‌آشام است.

او ۱۸ سال دارد و در میستیک فالز ویرجینیا به همراه برادر/پسر عموی خود، جرمی و خاله اش جِنا زندگی می‌کند. الینا با خون‌آشام ۱۶۵ ساله، استفن سالواتوره ارتباطی عاشقانه دارد که این ارتباط فراز و نشیب‌هایی داشته و دارد.

الینا رابطه پیچیده‌ای با برادر بزرگتر استفن، دیمن دارد. دیمن نیز عاشق الیناست و این در حالی است که الینا در درک احساسات عاشقانه خود نسبت به دیمن و عشق و وفاداری نسبت به استفن با خود کشمکش دارد. بعدها دیوانه وار عاشق دیمن می‌شود او در قسمت آخر فصل ششم به کمای روحی می‌رود و در قسمت آخر فصل هشتم به صورت میهمان بازمی‌گردد وی با دیمن سالواتوره ازدواج می‌کند و در قسمت ۱۰ میراث در آرزوهای دختر کرولاین از استفانی سالواتوره و دیگر بچه های دیمن و الینا صحبت می‌شود

## زندگی شخصی
الینا در مکالمه‌ای با استفن به او می‌گوید که می‌خواهد نویسنده بزرگی شود، و مادرش او را ترغیب به نوشتن خاطرات روزانه اش کرده‌است.

وی از زمانی که پدر و مادرش را در تصادف از دست داده سعی در این داشته که یک زندگی عادی داشته باشد.

گرچه استفن سالواتوره دلیل بازشدن پای او به تمام قضایا و مشکلات است اما اگر هرگز استفن را نمی‌دید یا عاشق او نمی‌شد باز هم به این دلیل که یک همزاد پتروا است در معرض خطر می‌بود.

استفن، جان الینا را از تصادف نجات می‌دهد و از آنجا می‌رود و همه گمان می‌کنند که معجزه‌ای او را نجات داده است. هنگامی که استفن او را از اتومبیل بیرون می‌کشد متوجه شباهت بی اندازه او به کاترین می‌شود. استفن به مدت چهار ماه او را تحت نظر می‌گیرد تا مطمئن شود او کاترین نیست. استفن بعد از اینکه درمی یابد او قلب پاک و بی ریایی دارد نمی‌تواند میستیک فالز را بدون شناخت او ترک کند و از دبیرستان شروع می‌کند. الینا از راز برادران سالواتوره آگاه و بعد از آن با قاتلین و اتفاقات و شخصیت‌های ماورایی در زندگی روبرو می‌شود.
الینا فرزند جان گیلبرت و ایزابل فلمینگ و فرزند خوانده گریسون و میراندا گیلبرت است. او بعدها متوجه می‌شود که از نسل کاترین پیرس خون‌آشامی که استفن و دیمن را تبدیل کرده، است. او مهربان، با هوش، محبوب، دلسوز و همراه است. او می‌تواند آسیب‌پذیر هم باشد. الینا و جرمی بعد از مرگ والدینشان تحت سرپرستی خاله جنا قرار می‌گیرند.
در فصل ۱، الینا از مت داناوان جدا شده، استفن را می‌بیند و رابطه‌ای جدید را آغاز می‌کند. راز برادران سالواتوره را می‌فهمد و از حمله ویکی با کمک دیمن و استفن در امان می‌ماند. شاهد مرگ لکسی توسط دیمن و نیز از بین رفتن کریستال طلسم بانی برای جلوگیری از آزاد شدن خون‌آشام‌های معبد توسط دیمن است. به دیمن برای آزاد کردن استفن از دام فردریک و دیگر خون‌آشام‌ها کمک می‌کند. خون خود را به استفن می‌دهد و استفن بار دیگر به خون انسان تمایل پیدا می‌کند. الینا همراه با دیمن، استفن را برای برگرداندن به وضعیت عادی اش در زیرزمین زندانی می‌کنند.
الینا رابطه اش را با بانی بعد از مرگ مادربزرگ بانی برای مدتی قطع می‌کند و این رابطه با آمدن ایزابل دوباره از سر گرفته می‌شود. الینا به کمک بانی، دیمن را از آتش در روز جشن مؤسسان نجات می‌دهد.
در فصل ۲ پیشینه کاترین را پیدا می‌کند. رز و ترور او را می‌دزدند که با الایژا برای آزادی خود مبادله کنند. الینا برای شکستن نفرین سنگ ماه باید قربانی شود. کلاوس وارد بدن آلاریک می‌شود. نفرین باید شکسته شود تا بخش گرگینه کلاوس هم فعال شود. جان با مرگ خود فرصتی برای زندگی دوباره به الینا می‌دهد، اما تصور کلاوس مرگ الیناست.
در فصل ۳ الینا هنوز به دنبال استفن است. او با آلاریک و دیمن در این راه همراه می‌شود. همراه با دیمن به شیکاگو می‌رود تا استفن و کلاوس را پیدا کنند. کلاوس الینا را زنده پیدا می‌کند و متوجه می‌شود خون همزاد حائز اهمیت است نه کشته شدن او. با خوردن خون الینا تایلر به دو رگه تبدیل می‌شود.
الینا همراه با دیمن و آلاریک تصاویر غار را کشف می‌کنند و به داستان اصیل‌ها و راز خط خونی پی می‌برند. الینا همراه با دیمن برای دیدن جرمی به دنور می‌رود. او با وجود خون دیمن در بدنش می‌میرد و در حال تبدیل بیدار می‌شود. وی در فصل ششم با خوردن داروی ضد جاودانگی انسان می‌شود اما انسان بودن وی زیاد طول نمی‌کشد او توسط کای به کمای روحی می‌رود و در قسمت اخر فصل هشت توسط بانی از کمای روحی در می‌آید.در آخر او یک پزشک می شود و با دیمن سالواتوره که توسط برادر خود استیفن تبدیل به انسان شدا است ،ازدواج می کند.

## قدرت و توانایی‌ها
- قدرت فوق‌العاده: خون‌آشام‌ها حتی در زمان تبدیل قدرتی بیشتر از انسان‌ها دارند و این قدرت به مرور زمان افزایش می‌یابد.
- سرعت فوق‌العاده: خون‌آشام‌ها حتی در زمان تبدیل می‌توانند حرکات سریع، سریع تر از اینکه چشم انسانی بتواند ببیند داشته باشند.
- کنترل احساسات: قدرت بکارگیری و کنترل احساسات را حتی در زمان تبدیل دارند.
- احساسات تشدید شده: آن‌ها می‌توانند حتی در زمان تبدیل صداها را از فاصله دور بشنوند، بوی خون را حس کنند و در تاریکی ببینند.
- نفوذ به ذهن: خون‌آشام‌ها قدرت کنترل ذهن افراد و نفوذ به خواب و پاک کردن و تغییر حافظه آن‌ها را حتی در زمان تبدیل دارند و با خوردن شاهپسند میشود مانع نفوذ انها شد

- بهبود سریع: زخم و شکستگی آن‌ها حتی در زمان تبدیل سریعاً بهبود می‌یابد.
- سنگ لاجورد: الینا برای محفوظ بودن در برابر نور خورشید به آن نیاز دارد.

## نقاط ضعف
- گل شاه پسند: گل شاه پسند خون‌آشام را به شدت ضعیف می‌کند.
- چوب: زخمی شدن با چوب خون‌آشام را ضعیف می‌کند؛ و می‌تواند وی را بکشد.
- آتش یا نور خورشید: در معرض آتش یا نور خورشید قرار گرفتن مرگ خون‌آشام را به دنبال خواهد داشت.
- گاز گرگینه: گاز گرگینه همنجر به مرگ خون‌آشام می‌شود.
- جادو: جادوگرها قادر به ایجاد اتساع عروقی در خون‌آشام‌ها هستند تا حدی که رگهای خونی آن‌ها منفجر شود.
- جدا شدن سر از بدن: در صورت جدا شدن سر از بدن، خون‌آشام می‌میرد.
- دعوت نشدن: خون‌آشام‌ها نمی‌توانند به مکان‌هایی که دعوت نشده‌اند وارد شوند.
- خط خونی خون‌آشام: اگر یکی از اصیل‌ها بمیرد، همه خون‌آشام‌هایی که توسط او یا آنهایی که تبدیل کرده‌است، تبدیل شده‌اند، خواهند مرد.

این موارد در زمان تبدیل نیز صادق است.

## بعضی نکات
- دیمن دو بار سعی کرده الینا را تبدیل کند.
- دیمن و استفن هر دو الینا را مجبور به خوردن خون خود کرده‌اند.
- الینا تنها فردی است که با وجود خون خون‌آشام در بدنش به عنوان انسان بیدار می‌شود (بعد از مراسم قربانی).
- الینا تنها فردی است که ۳ اصیل نسبت به او بی‌طرف هستند.
- الینا آشپز خوبی نیست.
- الینا دو بار بر سر پل ویکری تصادف کرده و هر دو بار از مرگ جان سالم به در برده است.
- با تبدیل شدن الینا او پایان خط خونی پترووا خواهد بود.
- الینا همزادهایی‌‌ به نام‌های امارا، تاتیا و کاترین پیرس دارد.
- الینا علاقه ی بسیاری به نوشتن خاطرات خود دارد.
- الینا در پایان فصل ۶ به کمای روحی میرود و در فصل ۷ و ۸ حضور ندارد، این طلسم تا وقتی بانی زنده هست روی الینا میمونه و هیچ راهی برای از بین بردن اون نیست، ولی در آخر فصل هشت بانی راهیی برای نجات هردو ثشان پیدا میکند.